# LPAR2
Receptor lizofosfatidne kiseline 2 (LPA2) je protein koji je kod ljudi kodiran LPAR2 genom. 2 je G protein spregnuti receptor za koji se vezuje lipidni signalni molekul lizofosfatidna kiselina (LPA).

## Funkcija
Ovaj protein je član familije I G protein spregnutih receptora, kao i EDG familije. Ovaj protein funkcioniše kao receptor lizofosfatidne kiseline i doprinosi mobilizaciji Ca2+. To je kritični ćelijski respons na LPA, putem asocijacije sa Gi i Gq proteinima.

## Interakcije
LPAR2 formira interakcije sa TRIP6.

## Literatura
- Spiegel, S. (2000). „Sphingosine 1-phosphate: a ligand for the EDG-1 family of G-protein-coupled receptors.”. Ann. N. Y. Acad. Sci. 905: 54—60. PMID 10818441. doi:10.1111/j.1749-6632.2000.tb06537.x.
- Contos JJ, Ishii I, Chun J (2001). „Lysophosphatidic acid receptors.”. Mol. Pharmacol. 58 (6): 1188—96. PMID 11093753.
- Goetzl, E. J.; Dolezalova, H.; Y, Kong;  . (1999). „Distinctive expression and functions of the type 4 endothelial differentiation gene-encoded G protein-coupled receptor for lysophosphatidic acid in ovarian cancer.”. Cancer Res. 59 (20): 5370—5. PMID 10537322.
- Contos JJ, Chun J (2000). „Genomic characterization of the lysophosphatidic acid receptor gene, lp(A2)/Edg4, and identification of a frameshift mutation in a previously characterized cDNA.”. Genomics. 64 (2): 155—69. PMID 10729222. doi:10.1006/geno.2000.6122.
- Bandoh, K.; J, Aoki; Taira, A.;  . (2000). „Lysophosphatidic acid (LPA) receptors of the EDG family are differentially activated by LPA species. Structure-activity relationship of cloned LPA receptors.”. FEBS Lett. 478 (1–2): 159—65. PMID 10922489. doi:10.1016/S0014-5793(00)01827-5.
- Young, K. W.; Bootman, M. D.; Channing, D. R.;  . (2001). „Lysophosphatidic acid-induced Ca2+ mobilization requires intracellular sphingosine 1-phosphate production. Potential involvement of endogenous EDG-4 receptors.”. J. Biol. Chem. 275 (49): 38532—9. PMID 10954727. doi:10.1074/jbc.M006631200.
- Zheng Y, Voice JK, Kong Y, Goetzl EJ (2001). „Altered expression and functional profile of lysophosphatidic acid receptors in mitogen-activated human blood T lymphocytes.”. FASEB J. 14 (15): 2387—9. PMID 11024010. doi:10.1096/fj.00-0492fje.
- Hama, K.; K, Bandoh; Kakehi, Y.;  . (2002). „Lysophosphatidic acid (LPA) receptors are activated differentially by biological fluids: possible role of LPA-binding proteins in activation of LPA receptors.”. FEBS Lett. 523 (1–3): 187—92. PMID 12123830. doi:10.1016/S0014-5793(02)02976-9.
- Strausberg, R. L.; Feingold, E. A.; Grouse, L. H.;  . (2003). „Generation and initial analysis of more than 15,000 full-length human and mouse cDNA sequences.”. Proc. Natl. Acad. Sci. U.S.A. 99 (26): 16899—903. PMC 139241 . PMID 12477932. doi:10.1073/pnas.242603899.
- Fujita, T.; S, Miyamoto; Onoyama, I.;  . (2003). „Expression of lysophosphatidic acid receptors and vascular endothelial growth factor mediating lysophosphatidic acid in the development of human ovarian cancer.”. Cancer Lett. 192 (2): 161—9. PMID 12668280. doi:10.1016/S0304-3835(02)00713-9.
- Hu YL, Albanese C, Pestell RG, Jaffe RB (2003). „Dual mechanisms for lysophosphatidic acid stimulation of human ovarian carcinoma cells.”. J. Natl. Cancer Inst. 95 (10): 733—40. PMID 12759391. doi:10.1093/jnci/95.10.733.
- Xu J, Lai YJ, Lin WC, Lin FT (2004). „TRIP6 enhances lysophosphatidic acid-induced cell migration by interacting with the lysophosphatidic acid 2 receptor.”. J. Biol. Chem. 279 (11): 10459—68. PMID 14688263. doi:10.1074/jbc.M311891200.
- Ota, T.; Y, Suzuki; Nishikawa, T.;  . (2004). „Complete sequencing and characterization of 21,243 full-length human cDNAs.”. Nat. Genet. 36 (1): 40—5. PMID 14702039. doi:10.1038/ng1285.
- Grimwood, J.; Gordon, L. A.; Olsen, A.;  . (2004). „The DNA sequence and biology of human chromosome 19.”. Nature. 428 (6982): 529—35. PMID 15057824. doi:10.1038/nature02399.
- Oh, Y. S.; Jo, N. W.; Choi, J. W.;  . (2004). „NHERF2 specifically interacts with LPA2 receptor and defines the specificity and efficiency of receptor-mediated phospholipase C-beta3 activation.”. Mol. Cell. Biol. 24 (11): 5069—79. PMC 416407 . PMID 15143197. doi:10.1128/MCB.24.11.5069-5079.2004.
- Gerhard, D. S.; Wagner, L.; Feingold, E. A.;  . (2004). „The status, quality, and expansion of the NIH full-length cDNA project: the Mammalian Gene Collection (MGC).”. Genome Res. 14 (10B): 2121—7. PMC 528928 . PMID 15489334. doi:10.1101/gr.2596504.

## Spoljašnje veze
- „Lysophospholipid Receptors: LPA2”. IUPHAR Database of Receptors and Ion Channels. International Union of Basic and Clinical Pharmacology. Архивирано из оригинала 03. 03. 2016. г.
- Lysophospholipid+receptors на 